# Stanislav Martinec (podnikatel)
Stanislav Martinec (* 8. června 1961, Prusinovice) je český podnikatel, zakladatel a majitel společnosti KOMA MODULAR, která se zaměřuje na vývoj a realizaci modulárních staveb. Patří k průkopníkům tohoto stavebního systému v České republice  a je známý svým vizionářským přístupem k architektuře, podnikání i společenské odpovědnosti.

## Život a vzdělání
Narodil se 8. června 1961 v Prusinovicích v okrese Kroměříž. Vystudoval obor strojírenství na VŠB v Ostravě.

## Profesní dráha
V roce 1992 založil společnost KOMA MODULAR, která se pod jeho vedením stala lídrem v oblasti modulární výstavby v Česku a prosadila se i na mezinárodní scéně. Mezi její nejznámější realizace patří český pavilon na světové výstavě Expo 2015 v Miláně, modulární nemocniční pavilony, školky, školy, sociální bydlení nebo zázemí pro armádu a mezinárodní instituce.
Martinec prosazuje vizi, podle které má modularita přesáhnout hranice pouhého stavebního systému. V rozhovorech opakovaně uvádí, že „chtěli bychom stavět něco, co bude schopné se přizpůsobit našemu životu. Pokud by se najednou v určitém místě rozrostla výrazně populace, konala se kulturní akce nebo by třeba došlo zase ke koronavirové pandemii, sídla by se uměla překonfigurovat.“. Věří, že budoucnost výstavby bude úzce propojena s technologiemi a udržitelností: „Budovy budou jednou létat.“

## Podnikání jako služba
V podnikání klade důraz na službu společnosti. Podle něj není cílem firmy neustálý růst, ale dlouhodobý rozvoj a prospěšnost: „Zastavme růst a zaměřme se na rozvoj.“

## Společenská odpovědnost
Martinec se angažuje také v oblasti kultury, vzdělávání a komunitního života. Stojí za projektem Nový Čech ve Zlíně, jehož cílem je vytvořit živé místo pro setkávání, tvorbu a sdílení hodnot napříč generacemi. Zasazuje se o rozvoj Zlína jako místa propojujícího industriální tradici s inovacemi.[zdroj?]

## Ocenění
- Finalista soutěže EY Podnikatel roku ve Zlínském kraji (2015)[7]

## Osobní život
Žije ve Zlíně, ve volném čase se věnuje kulturním projektům, podpoře vzdělávání a otázkám udržitelného rozvoje.